# Márta Dovalovszki
Márta Dovalovszki (* 11. August 1964 in Szeged) ist eine ungarische Badmintonspielerin. 

## Karriere
Márta Dovalovszki war in Ungarn drei Mal bei den Juniorenmeisterschaften erfolgreich, bevor sie 1986 erstmals bei den Erwachsenen durchsetzen konnte. 1987 und 1988 erkämpfte sie sich vier weitere Titel bei den Einzelmeisterschaften. 

## Sportliche Erfolge
| Saison | Veranstaltung                              | Disziplin   | Platz | Name                                |
| ------ | ------------------------------------------ | ----------- | ----- | ----------------------------------- |
| 1980   | Ungarn: Einzelmeisterschaften der Junioren | Damendoppel | 1     | Márta Dovalovszki / Csilla Tamok    |
| 1981   | Ungarn: Einzelmeisterschaften der Junioren | Mixed       | 1     | Tamas Tenyeri / Márta Dovalovszki   |
| 1981   | Ungarn: Einzelmeisterschaften der Junioren | Damendoppel | 1     | Márta Dovalovszki / Zsuzsa Diószegi |
| 1986   | Ungarn: Einzelmeisterschaften              | Mixed       | 1     | Attila Nagy / Márta Dovalovszki     |
| 1986   | Ungarn: Einzelmeisterschaften              | Damendoppel | 1     | Márta Dovalovszki / Éva Varga       |
| 1987   | Ungarn: Einzelmeisterschaften              | Dameneinzel | 1     | Márta Dovalovszki                   |
| 1987   | Ungarn: Einzelmeisterschaften              | Damendoppel | 1     | Márta Dovalovszki / Éva Varga       |
| 1988   | Ungarn: Einzelmeisterschaften              | Mixed       | 1     | Attila Nagy / Márta Dovalovszki     |
| 1988   | Ungarn: Einzelmeisterschaften              | Damendoppel | 1     | Márta Dovalovszki / Éva Varga       |

## Referenzen
- Ki kicsoda a magyar sportéletben? Band 1 (A–H). Szekszárd, Babits Kiadó, 1994. ISBN 963-7806-90-3

| Personendaten    | Personendaten                 |
| ---------------- | ----------------------------- |
| NAME             | Dovalovszki, Márta            |
| KURZBESCHREIBUNG | ungarische Badmintonspielerin |
| GEBURTSDATUM     | 11. August 1964               |
| GEBURTSORT       | Szeged                        |